# Trolejbusová doprava v Suchumi

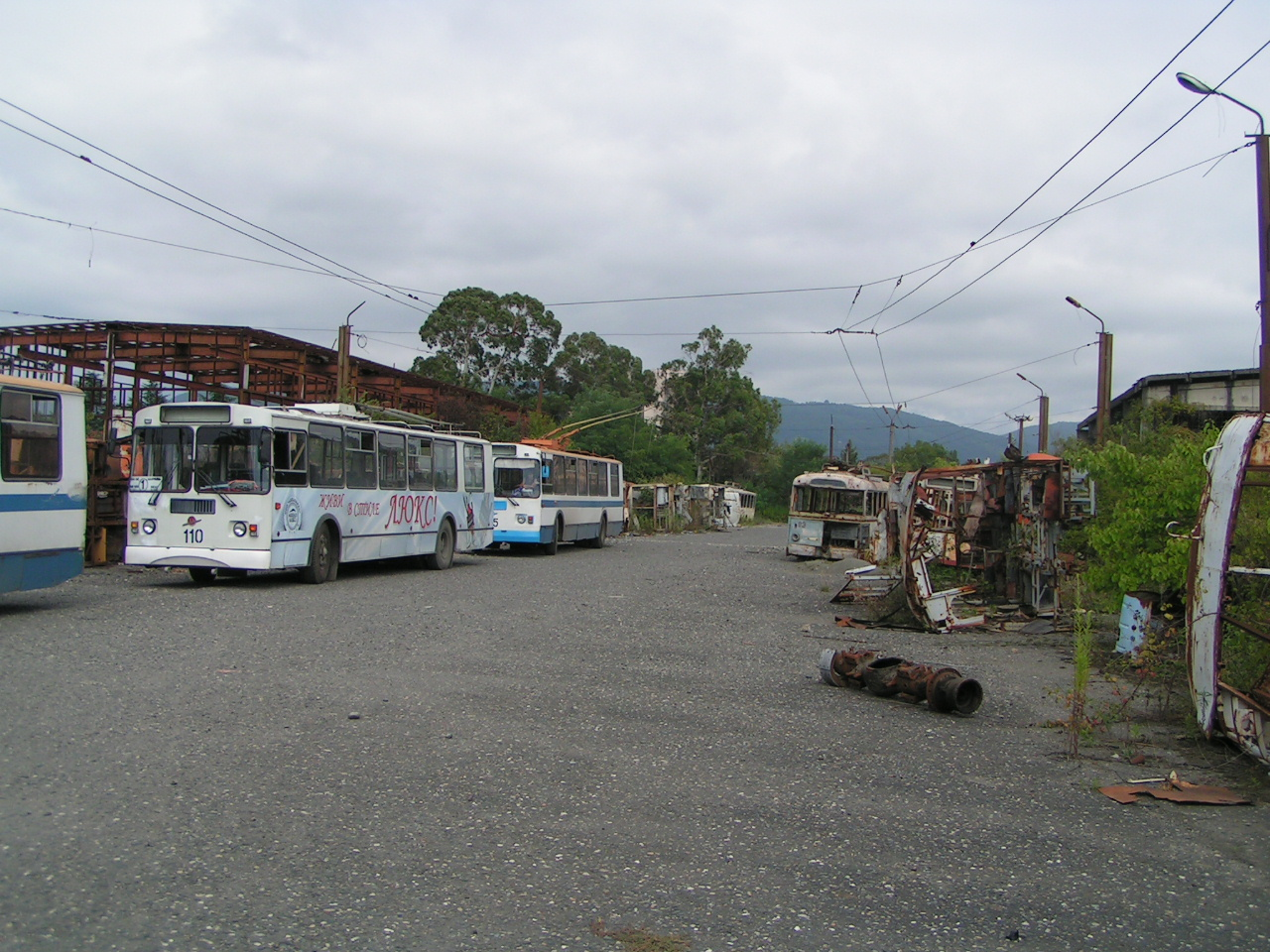
Suchumská trolejbusová vozovna s vozy ZiU-9

Suchumi, hlavní město gruzínské separatistické republiky Abcházie, provozuje od roku 1968 vlastní trolejbusovou síť.
Trolejbusy vyjely poprvé do suchumských ulic 3. ledna 1968. Místní síť se postupně rozšiřovala a vrcholu dosáhla o osm let později, roku 1976. Tehdy jezdilo na pěti linkách o celkové délce 43 km 49 trolejbusů. Během občanské války na začátku 90. let 20. století byla trolejbusová doprava v Suchumi zcela zastavena (od 15. srpna 1992 do dubna 1994). V roce 2005 byly v provozu dvě linky, v roce 2010 jezdily trolejbusy na třech linkách.
Kromě ruských trolejbusů ZiU-9 byly do Suchumi dodávány i vozy československé výroby. Jednalo se o 18 vozidel Škoda 9Tr a dva trolejbusy Škoda 14Tr, z nichž poslední byly vyřazeny v roce 2005. V roce 2003 bylo v provozu sedm vozů 9Tr a 5 kusů ZiU-682 (modernizovaná verze ZiU-9). V roce 2010 byl vozový park tvořen 17 trolejbusy ZiU-682, z nichž 10 ojetých bylo v roce 2005 zakoupeno jako z Moskvy a sedm bylo pořízeno nových v roce 2004.